# Chirothecia minima
Chirothecia minima là một loài nhện trong họ Salticidae.
Loài này thuộc chi Chirothecia. Chirothecia minima được Cândido Firmino de Mello-Leitão miêu tả năm 1943.